# 澄江镇 (泰和县)
澄江镇是江西省泰和县所辖的一个镇，是县政府的所在地，全县政治、经济、文化和教育的中心，位于赣江北岸。澄江本指赣江，因古代赣江流经泰和城南时，“水流澄澈”而得名。

### 地理
全镇地势北高南低。南部是一块呈菱形的小平原，原为老澄江镇辖地，是泰和县的中心城区，315国道和319国道交汇于此，四周为东北的东岳府、西北的玉华山、西面的武山、南面的赣江所环绕。东北部俗称东岳府，原为文田镇辖地，为红壤丘陵低丘区，泰和火车站、泰和工业园坐落于此处。

## 历史沿革

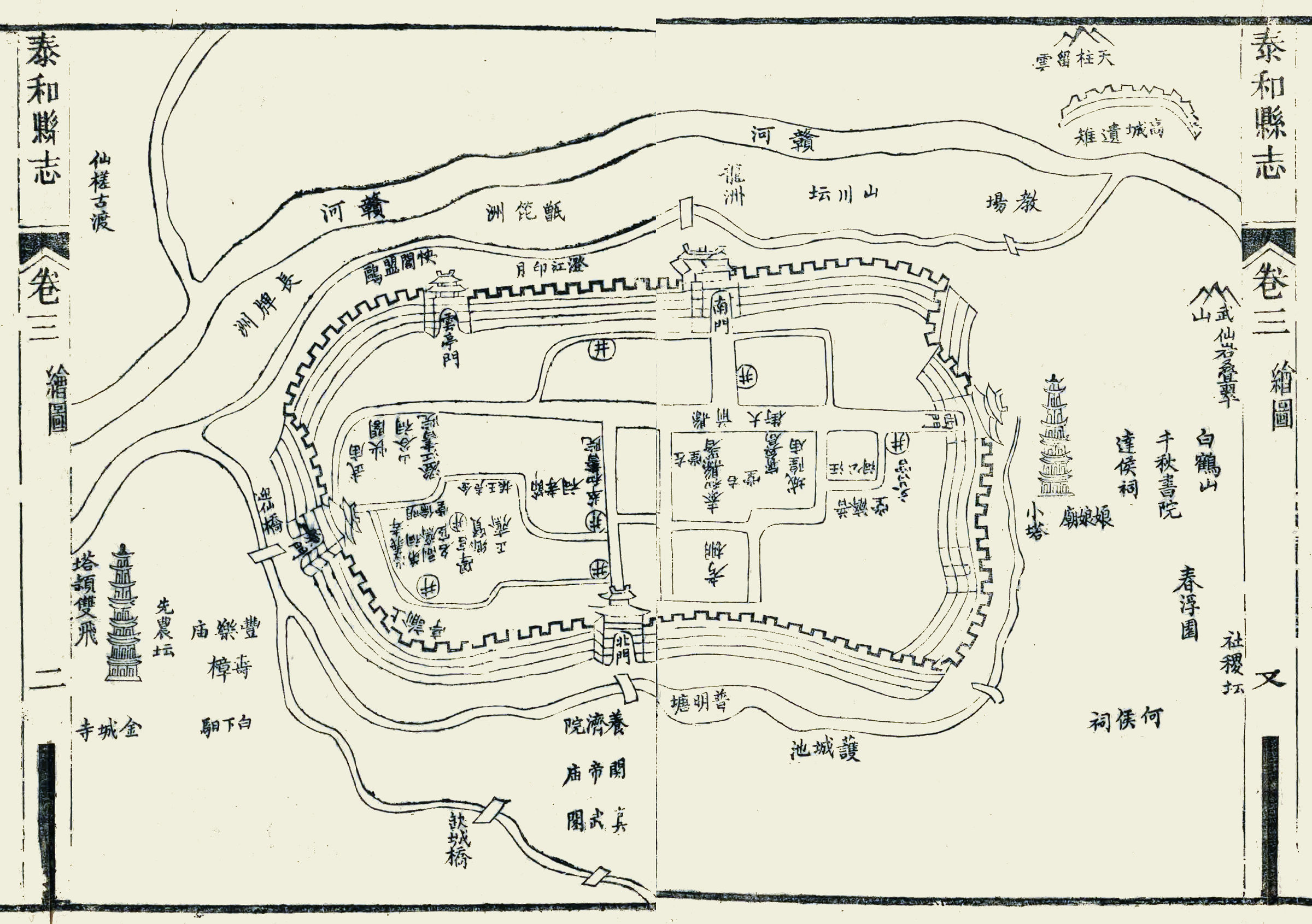
光绪版县志中的泰和城

澄江镇自隋朝起即一直为泰和县治。隋开皇九年（589年）年，复置西昌县（即今泰和县），治所迁至今澄江镇西郊（“县西三里”），称西昌城。唐乾元三年（760年）移至白下驿（即今中心城区），仍称西昌城，旧治遗址称西昌故城。此后一千多年城池均未移动。明清年间，泰和县分6乡70都，县城属千秋乡四十五都。1949年设西昌镇。1953年更名为澄江镇。1958年改为澄江公社，1961年恢复为澄江镇。2001年12月3日，原文田镇、上田镇并入澄江镇。

## 行政区划
现辖6个社区居委会和18个村委会，分别为
文田社区、白凤社区、澄江社区、快阁社区、西昌社区、中山社区、庆纬社区、庆江社区、新池村、黄岗村、官溪村、杏岭村、三溪村、南圳村、上田村、月池村、西门村、南门村、东门村、北门村、文田村、桂花村、螺湖村、桔园村、桥头村和大塘村。
镇政府驻螺湖村。

## 交通
- 京九铁路：泰和站

## 经济
澄江镇是泰和县的工商业中心，全县大部分工商业企业位于澄江镇内。